# Uhurustadion
Het Uhurustadion is een multifunctioneel stadion in Dar es Salaam, een stad in Tanzania. In het stadion is plaats voor 23.000 toeschouwers. Het stadion werd geopend in 1961.
Het stadion werd gebruikt als nationaal stadion van Tanzania. Het stadion grenst nu direct aan het nieuwe Nationaal Stadion.